# Датка
Да́тка (каз. Датқа) — село у складі Жетисайського району Туркестанської області Казахстану. Адміністративний центр Кизилкумський сільського округу.
У радянські часи село називалось Отділення № 4 совхоза імені ХХ Партз'їзду, до 2006 року — 9 Мая.
Населення — 445 осіб (2021; 477 у 2009, 398 у 1999, 395 у 1989).